# Zealachertus longus
Zealachertus longus är en stekelart som beskrevs av Berry 1999. Zealachertus longus ingår i släktet Zealachertus och familjen finglanssteklar. Inga underarter finns listade i Catalogue of Life.